# Jo Kondo
Jo Kondo (Japans: 近藤譲, Kondō Jō) (Tokio, 28 oktober 1947) is een Japanse componist, muziekpedagoog en dirigent.

## Levensloop
Kondo studeerde van 1968 tot 1972 compositie bij Yoshio Hasegawa en Hiroaki Minami aan de Tokyo University of the Arts, toen het nog Tokyo National University of Fine Arts and Music (Tōkyō Geijutsu Daigaku) heette. In 1972 behaalde hij zijn Bachelor of Music. Vanaf 1976 tot 1979 was hij docent aan de Gakugei-Universiteit Tokio (Tōkyō gakugei daigaku); sinds 1980 doceert hij aan de Ochanomizu Joshi Daigaku (Vrouwenuniversität Ochanomizu) in Bunkyo. Vanaf 1988 is hij tegelijkertijd ook docent voor compositie aan de Elisabeth universiteit voor muziek (Erizabeto ongaku daigaku) in Hiroshima.
Belangrijk voor Kondo's esthetische positionering was - dankzij een studiebeurs van de Rockefeller Foundation - een verblijf in New York (1977-1978). Gedurende deze periode heeft hij nauwe contacten onderhouden met John Cage en Morton Feldman. In 1979 werd hij uitgenodigd als gastdocent door de Universiteit van Victoria in Canada. In 1986 was hij eveneens gastdocent van het British Council in Londen en in 1987 aan de Dartington International Summer School in Dartington Hall in de buurt van Totnes.
In 1980 richtte hij in Tokio het Musica Practica Ensemble op, een kamerorkest dat zich vooral met de interpretatie van eigentijdse muziek bezighield. Hij was er dirigent tot het in 1991 opgeheven werd.
Als componist schreef hij meer dan 130 werken voor verschillende genres (orkest, harmonieorkest, muziektheater, vocale muziek, veel kamermuziek). In 1969 won hij een derde prijs tijdens een compositiewedstrijd gedurende het Japans-Duits festival voor hedendaagse muziek. In 1987 was hij als huiscomponist verbonden aan de Hartt School of Music in Hartford. Kondo heeft over zijn compositorische en esthetische concepten enige boeken geschreven.

## Composities

### Werken voor orkest
- 1979: - When wind blew, voor kamerorkest
- 1980: - A Shape of Time, voor piano en orkest
- 1989: - In the Woods, voor orkest
- 1989: - Pastoral, voor orkest
- 1995: - To the Headland, voor orkest
- 1996: - Quickstep and Slow Ending, voor 15 strijkers
- 1998: - Mulberry, voor orkest
- 2004: - In Summer, voor orkest

### Werken voor harmonieorkest of koperensemble
- 1987: - Untitled, voor viool en koperensemble (2 trompetten, 6 tenortrombones, 2 bastrombones)
- 1992: - A Rock and a bird, voor harmonieorkest

### Werken voor mandolineorkest
- 1995: - Sleeping Venice, voor mandolineorkest

### Muziektheater

#### Opera's
| Voltooid in | titel    | aktes  | première                                           | libretto          |
| ----------- | -------- | ------ | -------------------------------------------------- | ----------------- |
| 1994        | Hagoromo | 1 akte | 13 juni 1994, Florence, Maggio Musicale Fiorentino | Zeami (1363-1443) |

### Vocale muziek

#### Werken voor koor
- 2001: - Dawn, voor gemengd koor, dwarsfluit, hobo, piano, vibrafoon, viool, altviool, cello en contrabas
- 2001: - Snow's Falling, voor gemengd koor en piano
- 2003: - Three Sappho Fragments, voor gemengd koor, dwarsfluit en tomtom

#### Liederen
- 1983: - New Buds On the Elderberry Tree, voor sopraan solo
- 1985: - Bonjin, voor vrouwelijke zangstem, altfluit en contrabas
- 1985: - Four short poems of Louis Zukofsky, voor mezzosopraan, altfluit, altviool, vibrafoon en elektrische gitaar
  1. I Sent Thee Late
  2. A Valentine
  3. Anew
  4. Gamut
- 2000: - Six Poems of Mokichi Saito, voor mezzosopraan en piano
- 2002: - Lotus Dam, voor mezzosopraan en viool

### Kamermuziek
- 1971: - Air I, voor versterkt piano en trompet
- 1972: - Her, voor trombone, geprepareerd piano, harp, 2 banjo's en contrabas
- 1973: - Falling, voor 2 altviolen, contrabas en elektrisch piano
- 1973: - Mr. Bloomfield, His Spacing, voor strijkkwartet
- 1973: - Orient Orientation, voor elke 2 gelijke melodieinstrumenten
- 1973: - Standing, voor 3 instrumenten vanuit differente "families"
- 1974: - Pass, voor banjo, 2 gitaren, harp, taisho-koto (Nagoya-harp), mondharmonica
- 1975: - Sight Rhythmics, voor tuba, banjo, steeldrum, elektrisch piano en viool
- 1976: - Walk, voor dwarsfluit en piano
- 1977: - Knots, voor 2 gitaren, elektrisch piano en slagwerk
- 1978: - A Crow, voor dwarsfluit en sopraninosaxofoon
- 1978: - Strands I, voor dwarsfluit, althobo, elektrisch piano, banjo, steeldrum, altviool en contrabas
- 1979: - An Elder's Hocket, voor dwarsfluit, klarinet, piano en marimba
- 1979: - Threadbare Unlimited, voor 2 violen, 2 altviolen, 2 celli en 2 contrabassen
- 1980: - An Insular Style, voor dwarsfluit, klarinet, harp en slagwerk
- 1981: - Left Bank, voor 13 instrumenten (dwarsfluit, hobo, 2 klarinetten (ook contrabasklarinet), fagot, hoorn, trompet, trombone, slagwerk, 2 violen, altviool en cello)
- 1981: - Still Life, voor 8 violen
- 1981: - Strands III, voor viool en piano
- 1982: - Duo, voor harp en gitaar
- 1982: - Forme semée, voor trombone en piano
- 1982: - Trio (Moor), voor altviool, fagot en piano
- 1983: - Diptych, voor hoorn, trombone, piano, glockenspiel en viool
- 1984: - Hunisuccle, voor 14 instrumenten (dwarsfluit (ook piccolo), hobo, klarinet, fagot, hoorn, trompet, alttrombone, tenortrombone, piano, 2 violen, altviool, cello en contrabas)
- 1984: - Antilogue, voor hobo en strijkkwartet
- 1985: - A Scribe, voor dwarsfluit, trombone, piano en slagwerk
- 1985: - Isthmus, voor hobo, fagot, piano, gitaar, 2 slagwerkers en viool
- 1985: - Theatre, voor klarinetkwartet (3 klarinetten en basklarinet)
- 1986: - The Serotinous, voor piano en 9 instrumenten (dwarsfluit, klarinet, hoorn, trompet, 2 violen, altviool, cello en contrabas)
- 1986: - Words, voor dwarsfluit, klarinet, harp, piano en slagwerk
- 1987: - Res sonorae, voor hobo, altviool en 12 instrumenten (dwarsfluit, klarinet, fagot, hoorn, trompet, trombone, piano, slagwerk, 2 violen, cello en contrabas)
- 1987: - Beginning, Middle And End, voor dwarsfluit en strijkkwartet
- 1987: - Hypsotony, voor strijkkwartet
- 1990: - Aquarelle, voor piano en slagwerk
- 1990: - Fern, voor strijkkwartet
- 1990: - Yokohama, voor basfluit, piano en 2 violen
- 1991: - Frontier, voor 3 klarinetten en klarinettenkoor
- 1991: - Serenata secca con obbligato, voor dwarsfluit en 13 instrumenten (dwarsfluit (ook altfluit), hobo, klarinet, fagot, hoorn, trompet, bastrombone, slagwerk, 2 violen, altviool, cello en contrabas)
- 1992: - Monochromy, voor blaasoctet (2 hobo's, 2 klarinetten, 2 hoorns en 2 fagotten)
- 1992: - Aesculus, voor klarinet, trompet, piano, 2 slagwerkers en contrabas
- 1993: - Dots And Lines, voor klarinet, fagot, piano, viool, altviool en cello
- 1993: - Near And Far, voor cello en piano
- 1993: - Petteia, voor trompet en orgel
- 1994: - Pergola, voor dwarsfluit en piano
- 1995: - Durante l'inverno, voor viool, trompet en piano
- 1995: - Winsen Dance Step, voor dwarsfluit, vibrafoon en gitaar
- 1996: - Dithyramb, voor dwarsfluit en gitaar
- 1997: - A Prospect of the Sky, voor dwarsfluit (ook basfluit), klarinet, fagot, hoorn, 2 violen, altviool, cello en contrabas
- 1997: - Gardenia, voor klarinet, vibrafoon, piano en viool
- 1998: - Syzygia, voor 14 instrumenten (dwarsfluit, hobo, klarinet, fagot, hoorn, trompet, trombone, piano, slagwerk, 2 violen, altviool, cello en contrabas)
- 1999: - Contour Lines, voor dwarsfluit (ook altfluit), klarinet, piano, vibrafoon, viool en cello
- 1999: - Pillars of Time, voor dwarsfluit (ook altfluit), klarinet, hoorn, piano, vibrafoon, altviool, cello en contrabas
- 2000: - A Shrub, voor altsaxofoon, marimba en piano
- 2000: - Birthday Hocket, voor dwarsfluit, klarinet, viool, cello en piano
- 2000: - Dartington Air, voor hobo en slagwerk (of 2 slagwerkers)
- 2000: - Quire, voor elke 2 instrumenten
- 2001: - Terracina, voor dwarsfluit, klarinet, piano, slagwerk, viool en cello
- 2002: - In medias res, voor viool, altviool, cello en piano
- 2002: - Twayn, voor dwarsfluit en slagwerk
- 2003: - Ilex, voor viool en piano
- 2004: - Pamphonos, voor fluitkoor (8 of 16 dwarsfluiten, 2 of 4 altfluiten, 2 of 4 basfluiten)
- 2005: - Yarrow, voor accordeon en strijkkwartet
- 2006: - A Birthday Toast, voor ieder aantal van instrumenten
- Trigraph, voor altfluit, vibrafoon en gitaar

### Werken voor orgel
- 1984-1986: - Dance(s)
- 1988: - Vox humana
- 1998: - Novitas mundi

### Werken voor piano
- 1973: - Click Crack
- 1975: - The Shape Follows Its Shadow, voor 2 piano's
- 1975: - Sight Rhythmics
- 1976: - Walk
- 1980: - Strands II, voor 2 of 3 piano's
- 1984: - Tango mnemonic
- 1990: - A Dance for Piano "Europeans"
- 1993: - In Early Spring - ook in een versie voor mandoline
- 1996: - High Window
- 1998: - Short Summer Dance
- 2001: - Metaphonesis
- 2005: - Ritornello
- 2006: - In Nomine (Berceuse à la Lesniewski)

### Werken voor gitaar
- 2000: - Calamintha

### Werken voor mandoline
- 1988: - Ars brevis

### Werken voor slagwerk
- 1973: - Wait, voor 5 slagwerkers
- 1975: - Luster Gave Her the Hat And He And Ben Went Across the Backyard, voor 3 marimba
- 1976: - Under the Umbrella, voor 5 slagwerkers
- 1986: - A Volcano Mouth, voor 3 marimba
- 1990: - Pendulums, voor slagwerk solo
- 1991: - Eight Categories, voor 3 slagwerkers
- 1997: - Nocturnal, voor 5 slagwerkers

### Werken voor traditionele Japanse instrumenten
- 1984: - Dance(s), voor 2 shō
- 1986: - Jo-ka, voor gagakuorkest en boeddhistische koor

### Elektroakoestische muziek
- 1977: - Riverrun, voor bandrecorder
- 1984-1987: - Tokyo Bay, voor bandrecorder

## Publicaties
- 近藤譲作品集「表面・奥行き・色彩 (Jo Kondo: Surface, Depth, and Colour), Tokyo: Kojima rokuon, 2012.
- The Art of being ambiguous : From Listening to Composing, in: Listening 2, pp. 7–29
- 音楽の種子 / Ongaku no shushi (Zaad van de muziek), Asahi Press, 201 p.
- 線の音楽 / Sen no ongaku (Muziek van de lijn), Asahi Press, 285 p.